# Leptotarsus (Habromastix) ornatipes
Leptotarsus (Habromastix) ornatipes is een tweevleugelige uit de familie langpootmuggen (Tipulidae). De soort komt voor in het Australaziatisch gebied.